# Ледяная скульптура

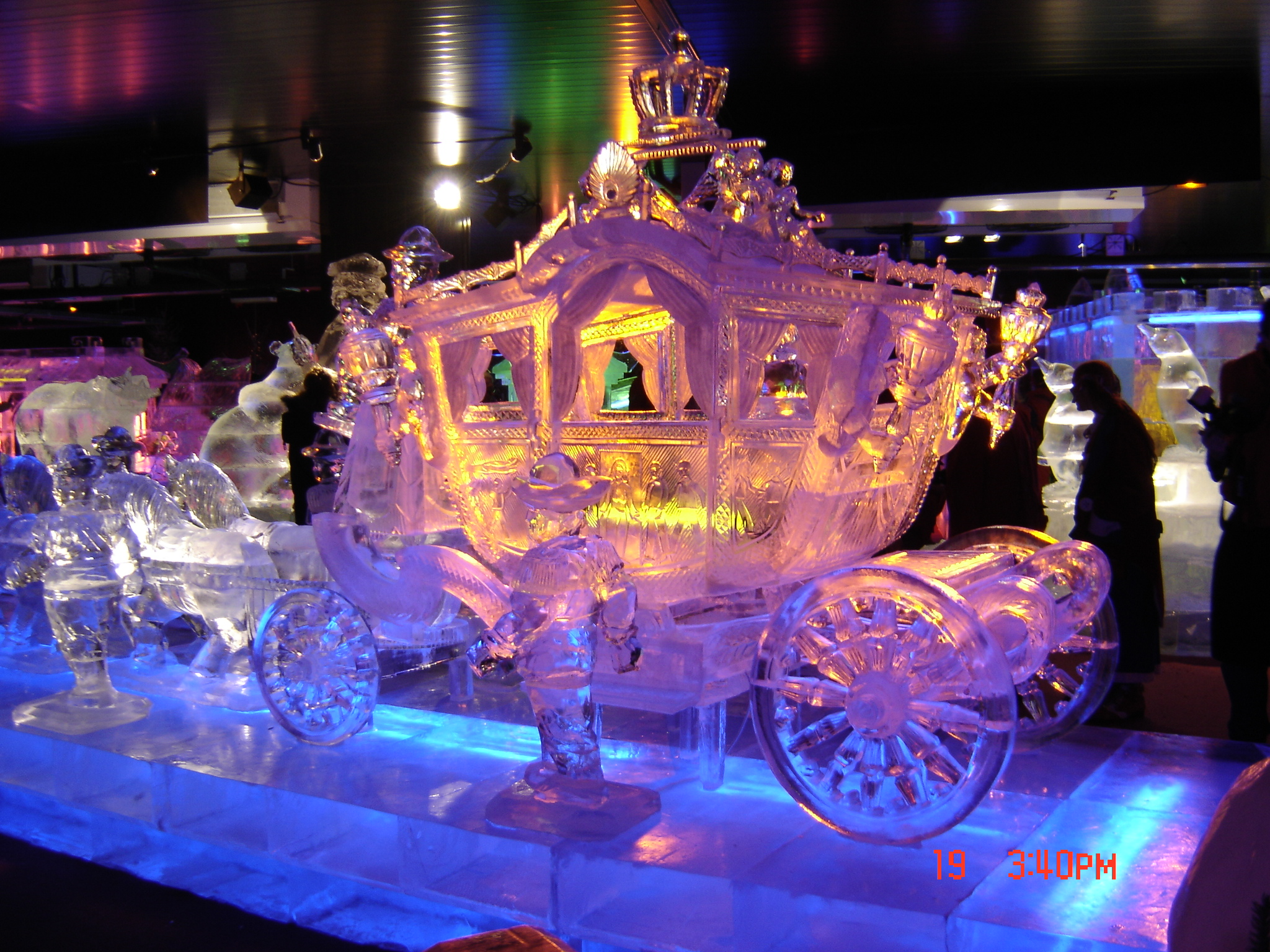
Ледяная карета с лошадьми и кучерами, Мадюродам

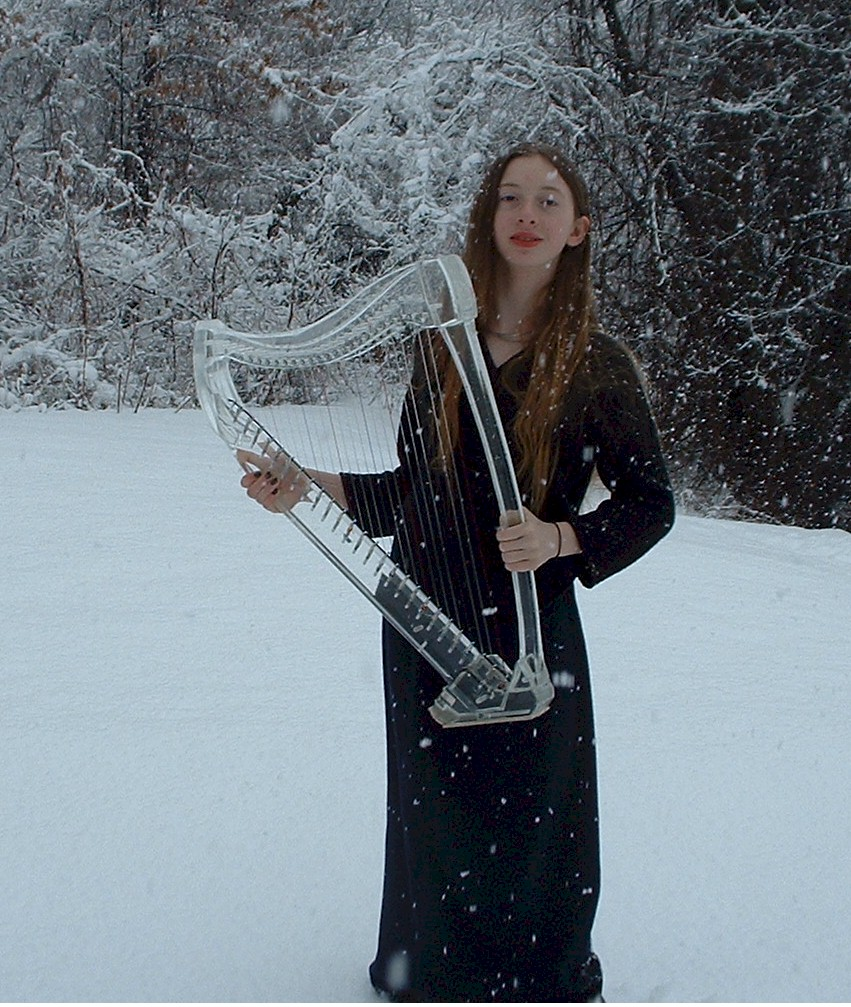
Ледяная арфа

Ледяная скульптура — художественная композиция, выполненная изо льда.
Для изготовления ледяной скульптуры используется как природный, так и искусственно созданный лёд. Блоки природного льда выпиливаются вручную или с помощью бензопилы (что намного удобней) из ледяного покрова различных водоёмов. При этом следует проявлять осторожность: окружающий лёд может не выдержать выпиленную глыбу и проломиться.
В природных водоёмах необходимой толщины лёд образуется тогда, когда температура окружающей среды будет находиться в пределах -10 -15 градусов в течение нескольких недель.
Существует и искусственный лёд (не путать с сухим). Для создания прозрачных блоков искусственного льда используются специальные агрегаты (как правило, собранные вручную). Такие машины позволяют получать блоки совершенно прозрачного льда, размеры которых составляют 100х100х50см. Этот лёд отличается от природного тем, что в процессе его создания идёт постоянная циркуляция воды (за счёт насосов, которые гоняют воду). Таким образом, в отличие от природного, в искусственном льду образуется меньшее количество пузырьков воздуха. Соответственно, искусственный лёд дольше не тает и обладает большей прочностью, нежели природный.
Если просто заморозить воду в ведре или ёмкости, полученный лёд будет мутным, с трещинами и совершенно непригодным для создания ледяных скульптур.
Для художественной резки по льду используются различные инструменты: пилы, стамески, резцы, аналогичные тем, которыми работают по дереву. На создание композиции или скульптуры в зависимости от размеров уходит от 3-4 часов до нескольких дней.
В ряде городов северного полушария таких как Фэрбанкс, Харбин, Любеке зимой проводят фестивали ледяных скульптур, на которых создают из льда десятки, а то и сотни статуй и композиций.
Ледяные скульптуры иногда используют при художественном оформлении помещений во время проведения свадеб, дней рождения или корпоративной вечеринки.
Ледяные композиции при отрицательных температурах способны сохраняться практически вечно, а достаточно большие ледовые скульптуры (высотой около 100 см), как правило, выдерживают 1 месяц зимой на открытом воздухе, а при должном уходе способны простоять на улице 2-3 месяца.
Скульптура весом от 100 кг и выше при комнатной температуре не теряет своей красоты и формы от 7 до 12 часов.

## История
История ледовой резьбы начинается с заготовки льда. Первое упоминание об этом процессе содержится в китайском сборнике «Книга песен» около 600 года до н. э., где описывается, как жители северо-западного Китая зимой заливали поля водой, а затем, когда вода замерзала, вырезали ледяные блоки и хранили их в ледниках для сохранения рыбы в теплое время года.
В XVII веке охотники и рыбаки провинции Хэйлунцзян на севере Китая изготавливали ледяные фонари, заливая воду в ведра, замораживая ее и помещая внутрь свечу. Со временем такие фонари стали украшать и использовать на праздниках. 
Первый хорошо задокументированный ледяной дворец был построен в 1740 году в Санкт-Петербурге по приказу императрицы Анны Иоанновны. На замерзшей Неве для свадебной церемонии был возведен дворец изо льда, где молодожены провели ночь, а стража следила за их пребыванием внутри.
Заготовка природного льда продолжала развиваться до середины XIX века, когда началось промышленное производство льда. В 1834 году Джейкоб Перкинс получил патент на первую машину для производства льда с использованием эфира, а в 1859 году Фердинанд Карре изобрел аппарат на основе аммиака.
В 1892 году для украшения десерта, созданного в честь певицы Нелли Мелба, Огюст Эскофье использовал ледяную скульптуру лебедя, в которую помещались персики на мороженом, покрытые сахарной нитью.
В 1897 году с проведением Транссибирской железной дороги через Харбин город стал международным центром, а благодаря суровому климату и льду с реки Сунгари здесь ежегодно проводится Международный фестиваль ледяных и снежных скульптур, в котором участвуют художники со всего мира.
К 1920 году в США ежедневно производилось 750 000 ледяных блоков.
Снежный фестиваль в Саппоро, начавшийся в 1950 году, стал одним из крупнейших зимних событий Японии. Ежегодно в феврале город украшают сотни ледяных и снежных скульптур, а с 1955 года к созданию крупных скульптур присоединились представители Сил самообороны Японии.
В 1964 году Вирджил Клайнбелл изобрел машину для производства прозрачных ледяных блоков весом 15 кг, а затем и установку CB300 для получения 300-килограммовых блоков. Современные мастера используют такие блоки для создания скульптур, а профессиональные повара все чаще передают эту работу специализированным компаниям.
С 1989 года в Фэрбенксе (Аляска) ежегодно проводится чемпионат мира по ледовой скульптуре, где более ста скульпторов создают произведения из крупных блоков природного льда в различных номинациях.
В конце 1980-х годов Марк Даукас и Стив Брайс внесли значительный вклад в развитие инструментов для ледовой резьбы, внедрив новые устройства и насадки. В настоящее время ледяные скульптуры создаются с помощью современных технологий, включая токарные станки, фрезеры с компьютерным управлением и доступные машины для производства крупных прозрачных блоков льда.

## Фестивали снежных и ледовых скульптур
- Зимний фестиваль Винтерлюд (Канада)
- Харбинский международный фестиваль льда и снега (Китай)
- Снежный фестиваль в Саппоро (Япония)
- Галерея Русской Ледовой Скульптуры (Москва)
- Фестиваль «Гиперборея» (Петрозаводск, Россия)
- Ежегодный международный фестиваль ледяных скульптур Вьюговей (Москва)
- И снег, и лёд, и пламень (Пермь, Россия) — международный, проводится с 1994 года
- Сибирский фестиваль снежной скульптуры (Новосибирск, Россия)
- Фестиваль ледяных скульптур в рамках празднования «Первой ночи» (Бостон, США).
- Кубок России по снежной и ледовой скульптуре "Зимний вернисаж" (Пермь, Россия) - международный, проводится с 2007 года.
- Фестиваль ледяных|деревянных скульптур| (Череповец, Россия)

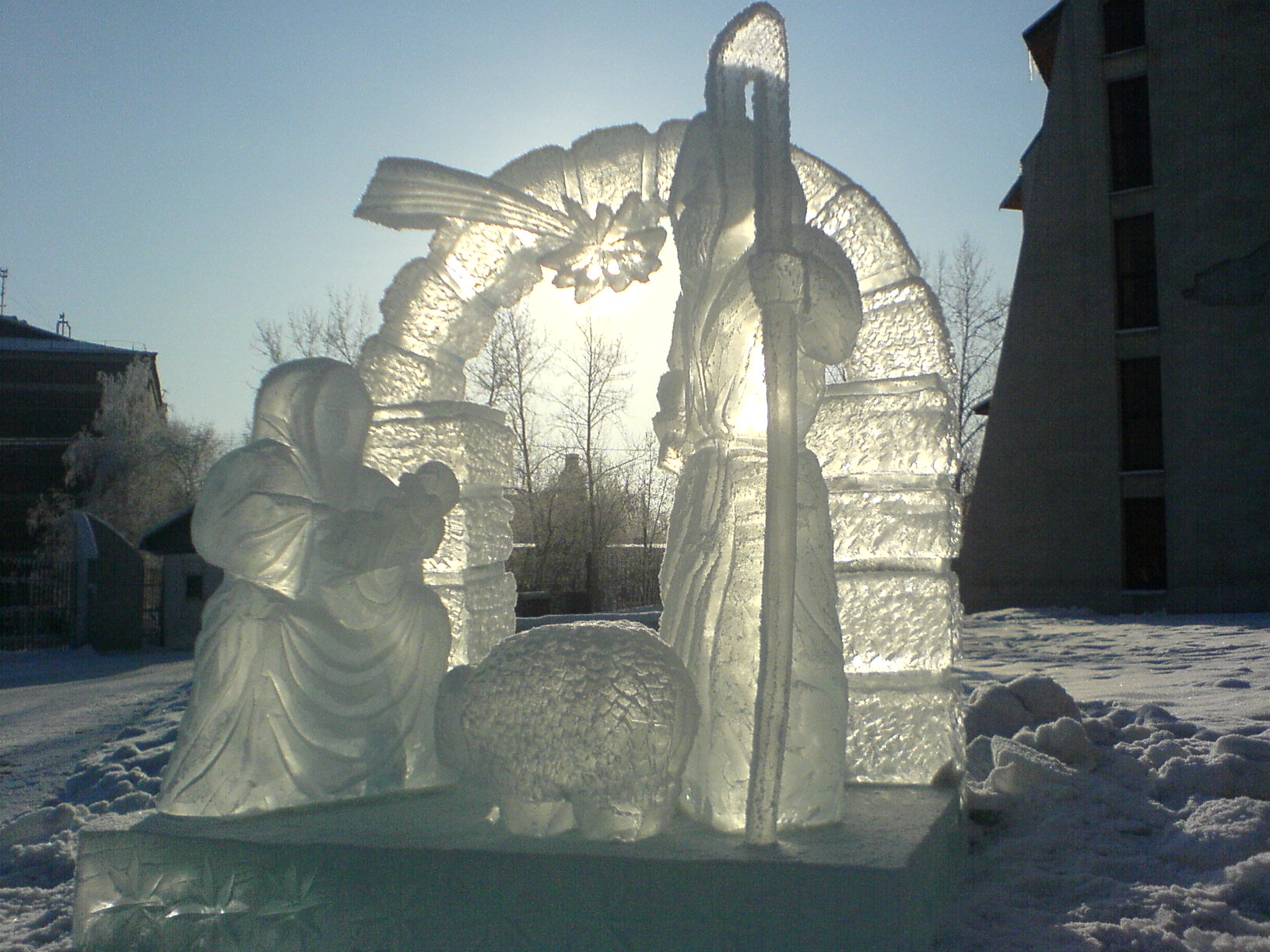
Святое семейство. 2007 год
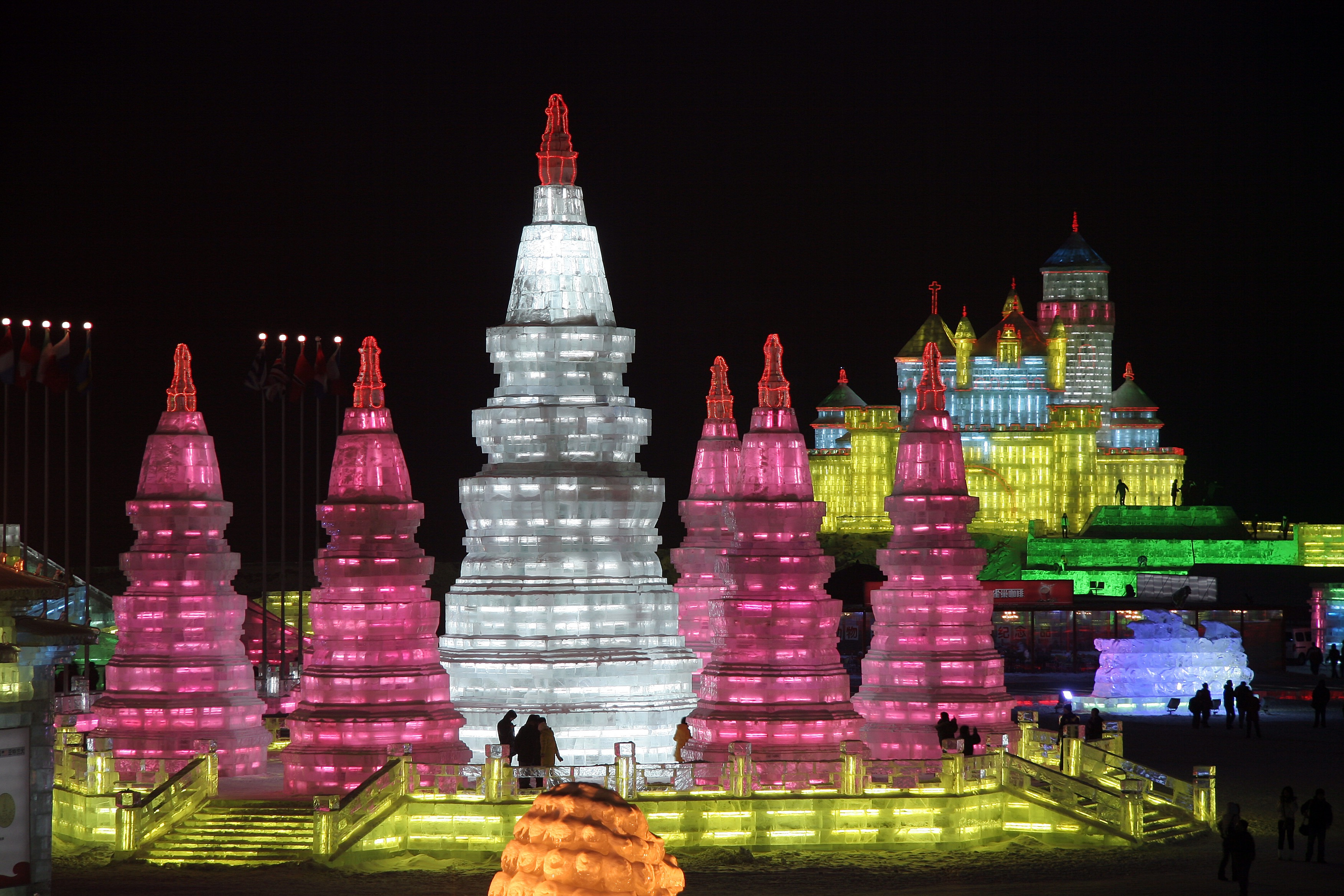
Фестиваль льда в Харбине, 2008 год
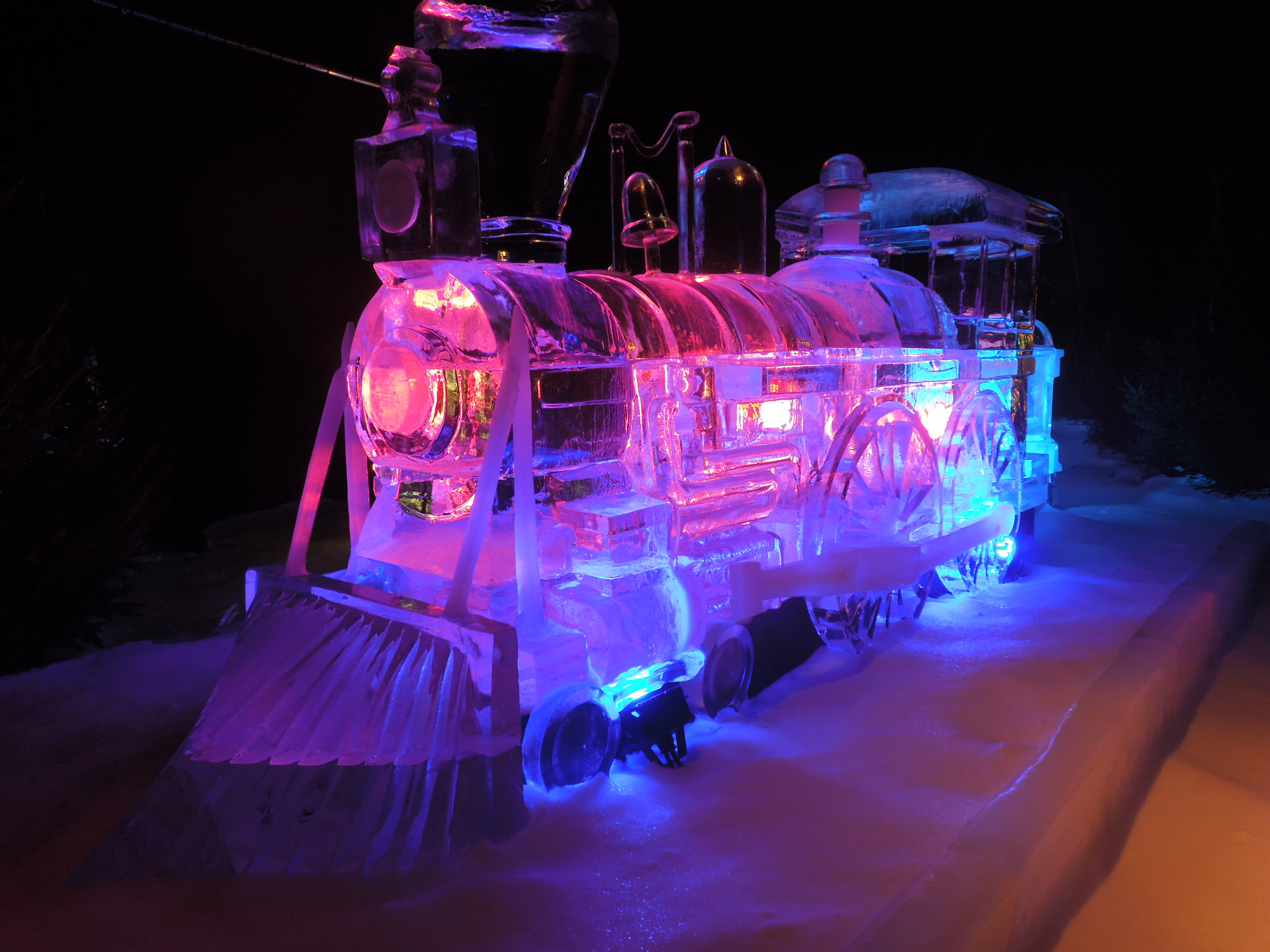
Паровоз. 2014 год
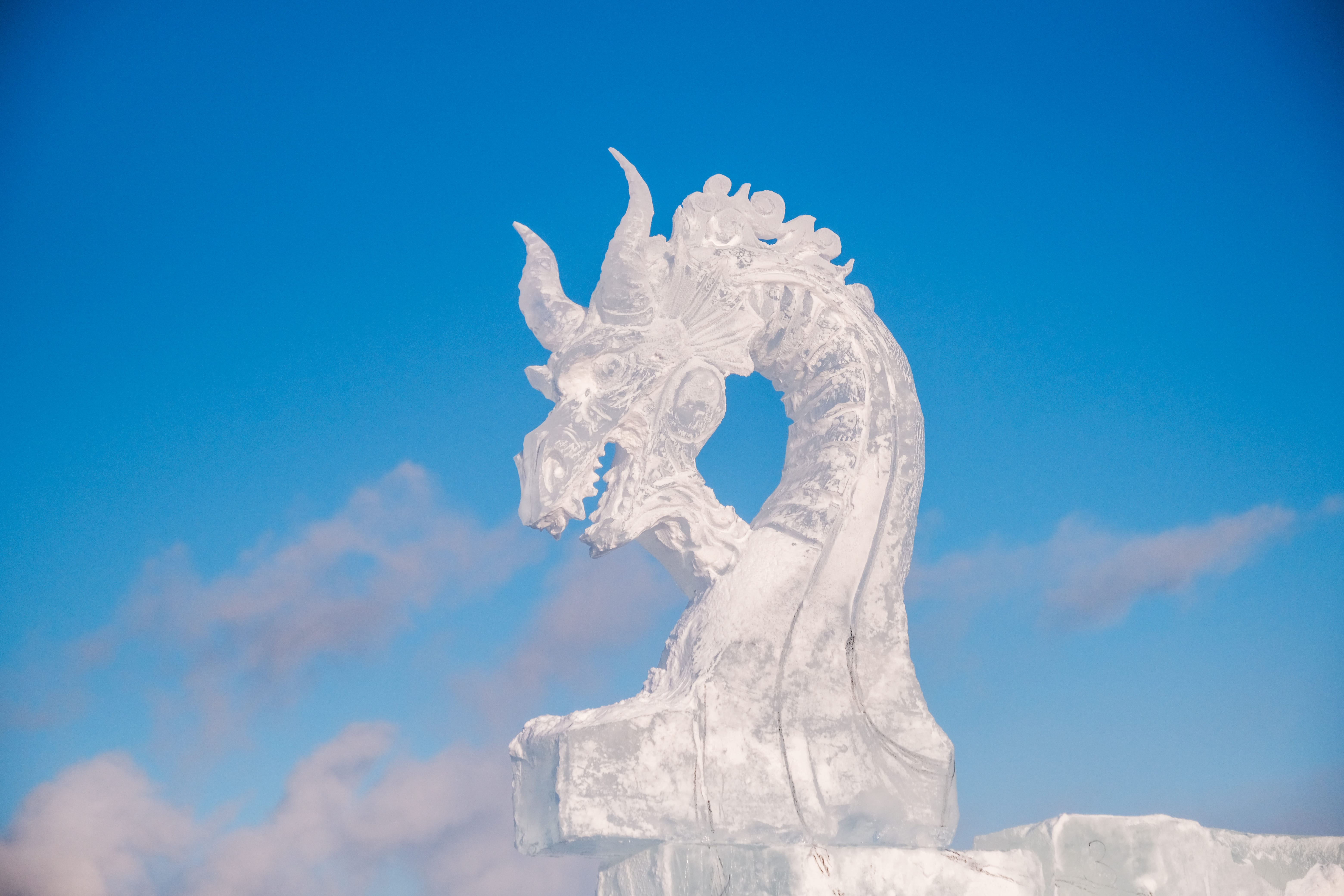
Международный конкурс ледяный скульптур «Бриллианты Якутии». Скульптура дракона. 27 ноября 2019 года.